# Cléon
Cléon ist eine französische Gemeinde mit 4.863 Einwohnern (Stand: 1. Januar 2022) im Département Seine-Maritime in der Region Normandie. Sie gehört zum Arrondissement Rouen und zum Kanton Caudebec-lès-Elbeuf.

## Geografie
Cléon liegt an einem Seinebogen, etwa vierzehn Kilometer südlich von Rouen. Umgeben wird Cléon von den Nachbargemeinden Oissel-sur-Seine im Norden, Tourville-la-Rivière im Nordosten, Freneuse im Osten, Saint-Aubin-lès-Elbeuf im Süden und Orival im Westen.

## Geschichte
Als Cloion wird der Ort 1180 erwähnt.
In den 1950er Jahren errichtete Renault hier ein Werk (bekannt ist die Marke Renault Cléon).
| Jahr      | 1793 | 1821 | 1836 | 1886 | 1921  | 1962  | 1968  | 1975  | 1982  | 1990  | 1999  | 2006  | 2011  |
| --------- | ---- | ---- | ---- | ---- | ----- | ----- | ----- | ----- | ----- | ----- | ----- | ----- | ----- |
| Einwohner | 553  | 502  | 527  | 550  | 3.157 | 1.336 | 1.938 | 3.157 | 5.089 | 5.870 | 6.042 | 5.747 | 5.452 |

## Sehenswürdigkeiten
- Kirche Saint-Martin aus dem 16. Jahrhundert
- Herrenhaus aus dem 17. Jahrhundert